# 오씰
오씰(OSCiiL)은 대한민국의 록 밴드이다.
함께 검은잎을 하던 영래, 문형, 진수가 보컬 현진에게 팀을 하자고 제안하면서 밴드가 결성되었다. 이후 진수가 팀을 탈퇴하고 검은잎 시절 세션을 하던 재훈이 합류해 지금의 오씰이 되었다.
팀 이름은 Oscillation(진동)에서 따왔다. 우리 음악을 듣는 이들에게 울림을 전하겠다는 의미이다. 쉽고 공감되는 가사와 청량한 사운드가 어우러진 음악들을 선보이고 있으며 주로 꿈, 희망, 여유, 성장에 관하여 이야기하고 있다.

## 수상 경력
- 2021년도 KBS 레코드대장챌린지 선정
- 2022년도 서울음악창작소 영상제작공모전 선정
- 2022년도 영주 슈퍼밴드 경연대회 4위
- 2022년도 머니투데이대학가요제 특별상
- 2022년도 전국밴드경연대회 은상
- 2023년도 펜타포트 펜타 슈퍼루키 TOP30
- 2023년도 인디스땅스 TOP30

## 음반

### EP
- Travel(2022.03.31)

### 싱글
- 시선(2022.10.23.)
- My sunshine(2022.06.20)
- 환기하는 날(2022.09.15)
- 생각나면 어때(2022.12.15)
- 쏟아지는 별(2023.02.07)
- Sign(2023.06.22)
- 가스라이팅(2023.07.17)
- 도돌이표(2023.11.15)
- 사이렌(2024.06.10)

### 참여 앨범
- 살금살금(2022.04.08)